# アブル・タイーブ・ムタナッビー
アブル・タイイブ・ムタナッビー (أبو الطيب المتنبي)は、アラブの詩人。

## 生涯
アブル・タイイブ・ムタナッビーは915年に現在のイラクの町クーファで誕生する。水運びを生業とした家庭。ムタナッビーの幼少期を語る文献はほぼ皆無とされ、自身も一切の生い立ちについて黙していた。通説では早くに母親は死去して、祖母により育てられる。幼き日から詩才を発揮したとされ、ダマスカスで教育を受けた。青年になったおりにおいてムタナッビーはシリア砂漠に赴き、2年余り滞在してベドウィンと交流して多くのことを培われる。一旦クーファに帰郷したあと父とともにレヴァント各地の町を巡った。自身を高貴な家柄と信じて疑わなかったとされ、さらに預言者と称したという。そのことから預言者を自称するという意味がある「ムタナッビー」と呼ばれるようになる。ムタナッビーは政治活動に没頭したあまり故郷で反乱を起こす。さらに預言者と称したことから政府に捕縛されて監獄に2年間投獄される。出獄後、はじめダマスカスに赴きそれからハムダーン朝のアレッポの宮廷に迎えられてサイフ・アッダウラに仕える。宮廷詩人として活躍して称揚詩や、さらに誹謗詩を数多く詩作して政敵を中傷した。約9年間とどまったがやがてサイフ・アッダウラに政治的野望を疑われてその身を追われた。ムタナッビーは957年に新天地としてエジプトに逃れる。
当時のエジプトはイフシード朝時代であり、芸術のパトロンで知られる実力者アブル・ミスク・カーフールにより宮廷詩人として迎えられた。しかしムタナッビーはいつしかカーフールから疎まれるようになり、やがてムタナッビーはカーフールに対する風刺や誹謗詩を書き中傷した。ムタナッビーはエジプトを脱出してクーファを経てそのはてペルシアの都シーラーズに身を寄せた。ブワイフ朝の宮廷に歓迎されアミールであるアドゥド・ウッダウラの庇護のもと965年までペルシアに滞在した。けれども望郷の念捨てがたくバグダードに帰郷する。しかし同年9月23日にバグダード近郊で何者かに襲撃され、あえなく最期を遂げた。盗賊とも政敵ともいわれるように諸説あるという。

## 評
ムタナッビーはアラブ人の誇りと伝統を重視。華美に芸術的でたくみな技法を用いて組まれる称讃詩や誹謗詩を中心に書く。それはレトリックにして仰々しく幻想的な比喩を得意とする。当時、ムタナッビーの詩はつねに物議を醸して非難されることも多かったが、後世に与えた影響は計り知れない。こんにちにおいても詩はアラブ世界で多く引用され、多くの文化人に大きく影響を与えている。
バグダード中心部の古書店街沿いにあるムタナッビー通りに名が残る。